# Siervas de María Ministras de los Enfermos
Las Siervas de María Ministras de los Enfermos (en latín: Servae Mariae Infirmis Ministrantes) es una Congregación religiosa católica femenina de derecho pontificio, fundada Soledad Torres Acosta, por iniciativa del sacerdote servita español Miguel Martínez y Sanz, en Madrid, el 15 de agosto de 1851. Las religiosas de este instituto son conocidas como Siervas de María y posponen a sus nombres las siglas: S. de M.

## Historia

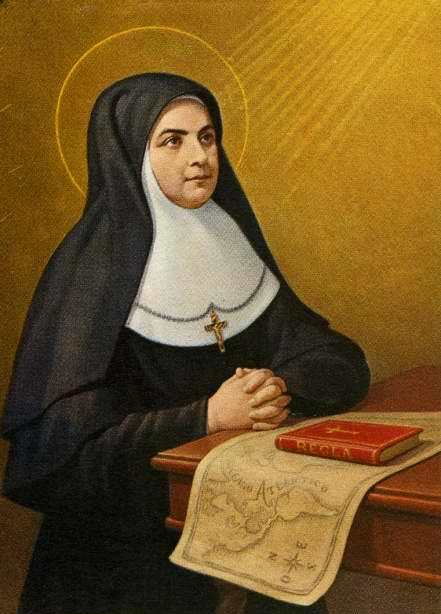
Soledad Torres Acosta (1826-1887), fundadora de la Siervas de María Ministras de los Enfermos.

El sacerdote servita español Miguel Martínez y Sanz, siendo párroco de Chamberí (Madrid), organizó una comunidad de mujeres, siete en total, con el fin de dedicarse a la asistencia por domicilio de los enfermos del barrio. La guía de dicha mujeres era Soledad Torres Acosta, a quien las religiosas hoy consideran la fundadora de la Congregación, cuya fecha de fundación formal es el 15 de agosto de 1851, día en que las primeras religiosas emitieron sus votos en presencia del arzobispo de Toledo, Juan José Bonel y Orbe, quien además aprobó el instituto el 1 de abril de 1853.
El 18 de septiembre de 1867, la Congregación recibió el decreto pontificio de alabanza, pasando a formar parte de las congregaciones de derecho pontificio. La aprobación definitiva de parte de la Santa Sede, la recibió el 11 de julio de 1876, de manos de León XIII. Sus constituciones fueron aprobadas el 20 de julio de 1898.

## Actividades y presencias
Fieles al carisma de su fundadora, las Siervas de María ejercen su labor de asistencia a los enfermos, en hospitales y otros centros de salud, pero especialmente en sus propios domicilios.
En 2011, la congregación contaba con unas 1628 religiosas y 114 casas, presente en Argentina, Bolivia, Brasil, Camerún, Colombia, Costa Rica, Cuba, Ecuador, España, Estados Unidos, Filipinas, Francia, Italia, México, Panamá, Perú, Portugal, Puerto Rico, Reino Unido, República Dominicana y Uruguay.
La casa general se encuentra en Roma y su actual superiora general es la religiosa María Juango Repáraz.

## Siervas ilustres

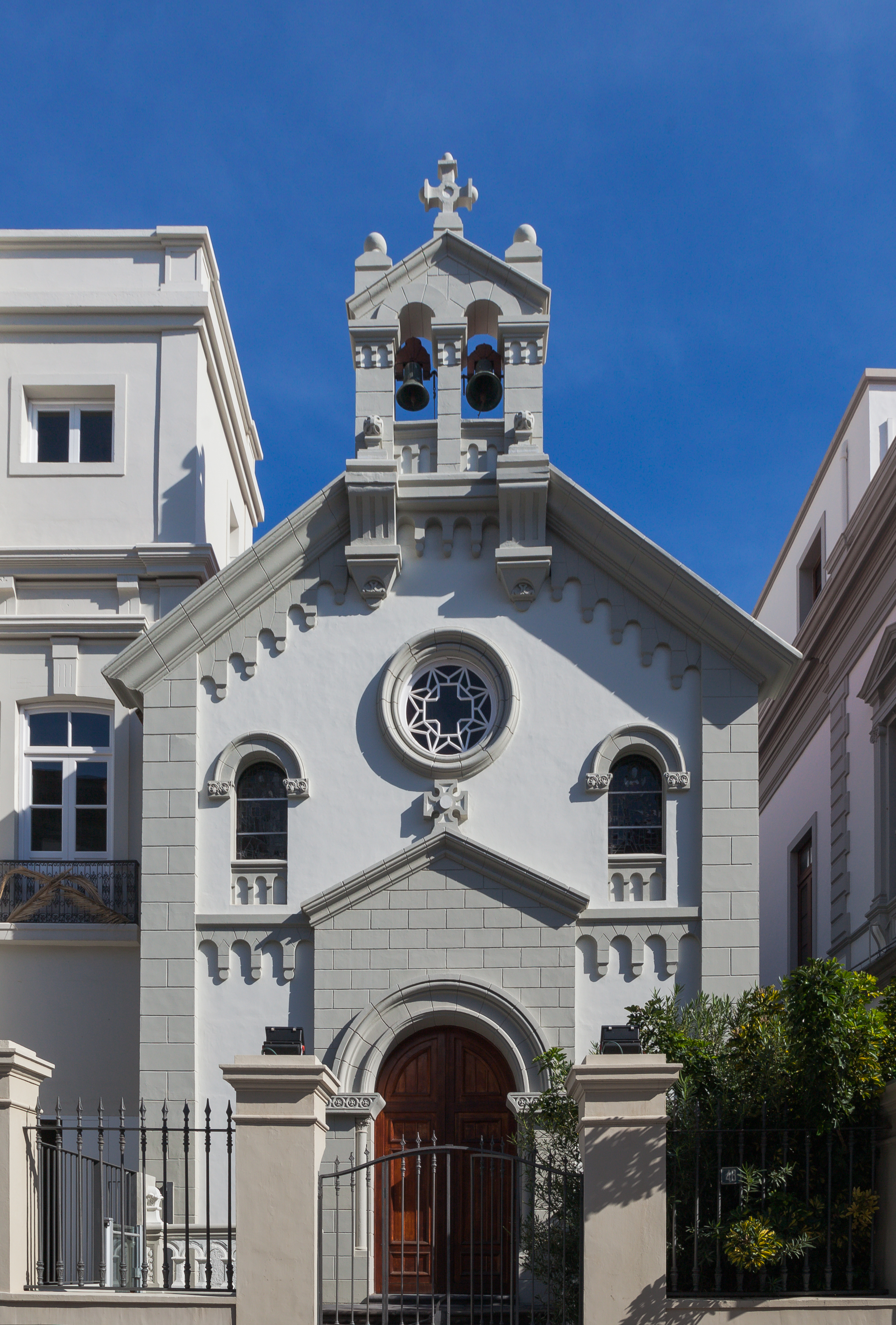
Capilla de las Siervas de María, Santa Cruz de Tenerife (España).

- Soledad Torres Acosta (1826-1887), santa: fundadora de la congregación. Fue beatificada por el papa Pío XII el 5 de febrero de 1950 y canonizada por Pablo VI el 25 de enero de 1970.[5]
- María Catalina Irigoyen Echegaray (1848-1918), beata: religiosa española beatificada en 2011 por Benedicto XVI.[6]
- Aurelia Arambarri Fuerte (1866-1936), beata, religiosa mártir durante la Guerra Civil de España en el siglo XX. Encabeza el grupo de las Sierva de María mártires en Pozuelo de Alarcón (Madrid). Las otras beatas son: Agustina Peña Rodríguez (1900-1936), Aurora López González (1850-1936) y Daría Andiarena Sagaseta (1879-1936). Juntas fueron en 2013 por papa Francisco.[7]
- Soledad Sanjurjo Santos (1892-1973), sierva de Dios, religiosa puertorriqueña cuyo proceso de canonización fue incoado en 2004.[8]